# Sistema di equazioni lineari
In matematica, e in particolare in algebra lineare, un sistema di equazioni lineari, anche detto sistema lineare, è un sistema composto da più equazioni lineari che devono essere verificate tutte contemporaneamente. Una soluzione del sistema è un vettore i cui elementi sono le soluzioni delle equazioni che compongono il sistema, ovvero tali che se sostituiti alle incognite rendono le equazioni delle identità.

## Definizione
Un sistema di equazioni lineari è un insieme di {\displaystyle m} equazioni lineari in {\displaystyle n} incognite, che può essere scritto nel modo seguente:
{\displaystyle {\begin{cases}a_{1,1}x_{1}+a_{1,2}x_{2}+\cdots +a_{1,n}x_{n}=b_{1}\\a_{2,1}x_{1}+a_{2,2}x_{2}+\cdots +a_{2,n}x_{n}=b_{2}\\\vdots \\a_{m,1}x_{1}+a_{m,2}x_{2}+\cdots +a_{m,n}x_{n}=b_{m}\\\end{cases}}}
Il numero {\displaystyle n} delle incognite è detto anche ordine del sistema.
Se i termini noti {\displaystyle b_{i}} sono tutti nulli il sistema è detto omogeneo.
Una {\displaystyle n}-upla {\displaystyle (x_{1},\dots ,x_{n})} di elementi nel campo è una soluzione del sistema se soddisfa tutte le {\displaystyle m} equazioni.
Due sistemi si dicono equivalenti se hanno lo stesso insieme di soluzioni. In particolare, due sistemi lineari sono equivalenti se ogni equazione di uno è combinazione lineare delle equazioni dell'altro.

## Forma matriciale
In notazione indiciale il sistema si scrive:
{\displaystyle \sum _{j}^{n}a_{ij}x_{j}=b_{i}}
Definendo i vettori dei coefficienti:
{\displaystyle \mathbf {a} _{i}\equiv {\begin{pmatrix}a_{i1}\\\vdots \\a_{in}\end{pmatrix}}}
e il vettore degli {\displaystyle m} termini noti:
{\displaystyle \mathbf {b} \equiv {\begin{pmatrix}b_{1}\\\vdots \\b_{m}\end{pmatrix}}}
il sistema è equivalente alla combinazione lineare:
{\displaystyle \sum _{i}^{n}a^{i}x_{i}=\mathbf {b} }
Definendo {\displaystyle \mathbf {x} } il vettore delle {\displaystyle n} incognite:
{\displaystyle \mathbf {x} \equiv {\begin{pmatrix}x_{1}\\\vdots \\x_{n}\end{pmatrix}}}
ciascuna equazione è equivalente ad un prodotto scalare standard:
{\displaystyle \mathbf {a} _{1}\cdot \mathbf {x} =b_{1}}
{\displaystyle \cdots }
{\displaystyle \mathbf {a} _{m}\cdot \mathbf {x} =b_{m}}
Se il sistema è omogeneo il vettore delle incognite è quindi ortogonale ai vettori dei coefficienti.
Usando le matrici ed il prodotto scalare fra matrici (prodotto riga per colonna) si possono separare i coefficienti, le incognite ed i termini noti del sistema, scrivendolo nel modo seguente:
{\displaystyle {\begin{pmatrix}a_{11}&a_{12}&\cdots &a_{1n}\\a_{21}&a_{22}&\cdots &a_{2n}\\\vdots &\vdots &\ddots &\vdots \\a_{m1}&a_{m2}&\cdots &a_{mn}\end{pmatrix}}{\begin{pmatrix}x_{1}\\x_{2}\\\vdots \\x_{n}\end{pmatrix}}={\begin{pmatrix}b_{1}\\b_{2}\\\vdots \\b_{m}\end{pmatrix}}}
Ora se{\displaystyle A} è la matrice {\displaystyle m\times n} dei coefficienti:
{\displaystyle A\equiv {\begin{pmatrix}a_{1,1}&\cdots &a_{1,n}\\\vdots &\ddots &\vdots \\a_{m,1}&\cdots &a_{m,n}\end{pmatrix}}}
di cui in effetti {\displaystyle \mathbf {a} ^{1},\ldots ,\mathbf {a} ^{n}} sono le colonne, con le definizioni del vettore delle incognite e di quello dei termini noti il sistema si scrive finalmente in forma matriciale:
{\displaystyle A\cdot \mathbf {x} =\mathbf {b} }

## Matrice completa
Il sistema può essere descritto usando la matrice completa:
{\displaystyle (A,\mathbf {b} )=\left({\begin{matrix}a_{1,1}&\cdots &a_{1,n}&b_{1}\\\vdots &\ddots &\vdots &\vdots \\a_{m,1}&\cdots &a_{m,n}&b_{m}\end{matrix}}\right)}
detta matrice associata al sistema. Essa è ottenuta dalla giustapposizione della matrice dei coefficienti e del vettore dei termini noti.
Le matrici {\displaystyle A\ } e {\displaystyle (A,\mathbf {b} )} sono dette rispettivamente matrice incompleta (o matrice dei coefficienti) e completa (o orlata). I numeri {\displaystyle x_{1},\dots ,x_{n}} sono le incognite, i numeri {\displaystyle a_{ij}} sono i coefficienti ed i numeri {\displaystyle b_{i}} i termini noti. Coefficienti e termini noti sono elementi di un campo, ad esempio quello formato dai numeri reali o complessi.

## Caratteristiche
Il grado di un sistema di equazioni polinomiali è definito come il prodotto dei gradi delle equazioni che lo compongono. Quindi un sistema lineare è un sistema polinomiale di primo grado.
In generale, un sistema lineare può essere:
- Determinato, quando ha una sola soluzione.
- Impossibile, quando non ha nessuna soluzione.
- Indeterminato, quando ha infinite soluzioni.
- Numerico, quando le soluzioni sono rappresentate da numeri.
- Letterale, quando le soluzioni sono rappresentate da espressioni letterali.
- Omogeneo, quando i termini noti sono tutti zero.

Se il campo {\displaystyle K} di appartenenza di coefficienti e termini noti di un sistema di ordine {\displaystyle n} è infinito, ci sono tre possibilità: esiste una sola soluzione, non ci sono soluzioni oppure ce ne sono infinite. Il teorema che asserisce questo fatto e che permette di stabilire se e quante soluzioni esistono senza risolvere il sistema è il teorema di Rouché-Capelli. Nel caso in cui esistano soluzioni, queste formano un sottospazio affine di {\displaystyle K^{n}}.

## Il sistema omogeneo associato
Si consideri l'operazione lineare:
{\displaystyle L(\mathbf {x} )=\sum _{i}^{n}x_{i}A^{i}}
Il nucleo di {\displaystyle L} è lo spazio delle soluzioni del sistema omogeneo associato, mentre l'immagine è lo spazio generato dalle colonne {\displaystyle A^{1},\ldots ,A^{n}}. Per il teorema del rango segue che la dimensione dello spazio delle soluzioni più il rango per colonne di {\displaystyle A} è pari ad {\displaystyle n}.
Essendo il vettore delle incognite ortogonale ai vettori riga della matrice dei coefficienti, lo spazio delle soluzioni è il complemento ortogonale del sottospazio generato dalle righe di {\displaystyle A}. La somma delle rispettive dimensioni deve pertanto essere pari ad {\displaystyle n}.
Dalle due affermazioni precedenti si conclude che il rango {\displaystyle r} per righe è pari al rango per colonne, e che lo spazio delle soluzioni ha dimensione {\displaystyle n-r}. Lo spazio delle soluzioni è dunque un sottospazio vettoriale di dimensione {\displaystyle n-\rho (A)}.

## Lo spazio delle soluzioni
Il sistema ammette soluzione se e solo se il vettore {\displaystyle \mathbf {b} } è l'immagine del vettore {\displaystyle \mathbf {x} } ottenuta mediante l'applicazione lineare {\displaystyle L_{A}\colon K^{n}\to K^{m}} definita nel seguente modo:
{\displaystyle L_{A}(\mathbf {x} )=A\mathbf {x} \ }
L'immagine di {\displaystyle L_{A}} è generata dai vettori dati dalle colonne di {\displaystyle A}, e quindi {\displaystyle \mathbf {b} } è nell'immagine se e solo se lo span delle colonne di {\displaystyle A} contiene {\displaystyle \mathbf {b} }, cioè se e solo se lo spazio generato dalle colonne di {\displaystyle A} è uguale allo spazio generato dalle colonne di {\displaystyle (A|\mathbf {b} )}. In modo equivalente il sistema ammette soluzione se e solo se le due matrici abbiano lo stesso rango, come stabilisce il teorema di Rouché-Capelli.
Se esiste una soluzione {\displaystyle \mathbf {x} _{0}}, ogni altra soluzione si scrive come {\displaystyle \mathbf {x} _{0}+\mathbf {v} }, dove {\displaystyle \mathbf {v} } è una soluzione del sistema lineare omogeneo associato:
{\displaystyle A\mathbf {v} =0}
Infatti:
{\displaystyle A(\mathbf {x} _{0}+\mathbf {v} )=A\mathbf {x} _{0}+A\mathbf {v} =\mathbf {b} +\mathbf {0} =\mathbf {b} \ }
Lo spazio delle soluzioni, ottenuto traslando il nucleo con il vettore {\displaystyle \mathbf {x} _{0}}, è quindi il sottospazio affine dato da:
{\displaystyle \operatorname {Sol} (A,\mathbf {b} )=\mathbf {x} _{0}+\operatorname {Sol} (A,\mathbf {0} )}
La dimensione dello spazio delle soluzioni del sistema completo è uguale alla dimensione dello spazio delle soluzioni del sistema omogeneo associato. Per il teorema di Rouché-Capelli tale soluzione è unica se e solo se il rango della matrice {\displaystyle A} è {\displaystyle n}. Altrimenti se il campo {\displaystyle K} è infinito esistono infinite soluzioni, e queste formano un sottospazio vettoriale di {\displaystyle K^{n}}, avente come dimensione la nullità {\displaystyle t=n-\operatorname {rk} (A)} della matrice.

## Strumenti per la risoluzione
Dato un sistema lineare nella forma
{\displaystyle A\cdot \mathbf {x} =\mathbf {b} }
dove {\displaystyle \mathbf {x} } è il vettore colonna delle incognite, {\displaystyle \mathbf {b} } è il vettore colonna dei termini noti e {\displaystyle A} è la matrice dei coefficienti ed è quadrata e invertibile, la soluzione è unica ed è pari al prodotto:
{\displaystyle A^{-1}\cdot \mathbf {b} }
dove {\displaystyle A^{-1}} è l'inversa di {\displaystyle A}. Il calcolo della matrice inversa è spesso complicato e oneroso dal punto di vista computazionale, ragion per cui un sistema lineare normalmente non viene risolto calcolando direttamente la matrice inversa.
Di grande importanza teorica per i sistemi lineari, ma non utilizzata in pratica per motivi simili, è la regola di Cramer.
Di uso generale per sistemi con migliaia di equazioni è invece il metodo di eliminazione di Gauss, che si basa sul metodo di riduzione.

### Il metodo di riduzione
Il metodo di riduzione è specifico per i sistemi lineari. Il procedimento consiste nel sostituire una delle equazioni del sistema con una opportuna combinazione lineare di due equazioni del sistema stesso, ottenendo un sistema equivalente a quello dato. Più precisamente, se due righe sono espresse come prodotto tra opportune sottomatrici dei coefficienti e il vettore x delle soluzioni, ovvero 
{\displaystyle {\begin{cases}A\mathbf {x} =\mathbf {c} \\B\mathbf {x} =\mathbf {d} \end{cases}}}
allora è possibile sostituire una delle due con l'equazione 
{\displaystyle m\cdot A\mathbf {x} +n\cdot B\mathbf {x} =m\cdot \mathbf {c} +n\cdot \mathbf {d} }.
dove {\displaystyle m} e {\displaystyle n} sono due numeri scalari qualsiasi, entrambi diversi da zero.